# Nicolas Mosar
Nicolas Mosar (Luxemburg, 25 november 1927 – aldaar, 6 januari 2004) was een Luxemburgs politicus. Hij was aangesloten bij de Chrëschtlech Sozial Vollekspartei.

## Biografie
Na afronding van het middelbare onderwijs studeerde Mosar rechten. Vervolgens was hij werkzaam als advocaat. Tussen 1959 en 1984 was hij lid van de gemeenteraad van Luxemburg. In 1969 werd hij eveneens gekozen voor de landelijke Kamer van Afgevaardigden. Met uitzondering van de periode 1974-1976 was Mosar vertegenwoordigd in de Kamer. Tevens was hij tussen 1972 en 1974 voorzitter en tussen 1979 en 1984 fractieleider van zijn partij CSV. Als fractieleider volgde Mosar premier Jacques Santer op. Tussen januari 1985 en januari 1989 was hij de Luxemburgse afgevaardigde bij de Europese Commissie in de commissie-Delors I met de bevoegdheid voor energie en Euratom. Voor zijn werk als Eurocommissaris werd hij in 1988 onderscheiden met een Robert Schuman Medaille. Na zijn vertrek bij de EEG was hij van 1989 tot 1992 ambassadeur in Italië.
Mosar is de vader van politicus Laurent Mosar, een voormalige voorzitter van de Kamer van Afgevaardigden.
 Frans Andriessen ·  António Cardoso e Cunha ·  Claude Cheysson ·  Henning Christophersen ·  Stanley Clinton Davis ·  Arthur Francis Cockfield ·  Willy De Clercq ·  Jacques Delors ·  Manuel Marín ·  Abel Matutes ·  Nicolas Mosar ·  Karl-Heinz Narjes ·  Lorenzo Natali ·  Alois Pfeiffer* ·  Carlo Ripa di Meana ·   Peter Schmidhuber ·  Peter Sutherland ·  Grigoris Varfis 
  *overleden 
- Gemeinsame Normdatei: 170155773
- Parlement.com: vi2jmfls04y1
- Virtual International Authority File: 189392636
- WorldCat: E39PBJpJdb8dQxGb7jHKXjpkjC